# Östringen
Östringen là một thị trấn ở huyện Karlsruhe, bang Baden-Württemberg, Đức. Đô thị này có diện tích 53,23 km², dân số thời điểm 31 tháng 12 năm 2006 là 12.939 người.